# Drozd (riba)
 Ovo je članak o ribi imena Drozd. Za druga značenja pogledajte Drozd (razdvojba).
Drozd (lat. Labrus viridis) riba je iz porodice usnača ili Labridae. Kod nas se još naziva i bimba, lenica, čvrljak, civela, govno, lenača, itd. 

## Opis
Sličnih je karakteristika kao i ostale ribe iz njegovog roda, duguljastog je oblika i lijepih boja. Najčešće je zelene boje, istočkan bijelim pjegama, trbuh mu postepeno prelazi u sve svjetliju zelenkastu boju, skoro bijelu prema dnu. Ponekad zna biti i crvene boje, koja graniči s narančastom. Spoj repa i tijela mu je blago zadebljan. Mlađi primjerci imaju izrazito zelenu boju s bijelom crtom po sredini. Usne su mu izražene, a u njima ima velik broj malih zuba. Živi na kamenitom tlu, ili u blizini visoke trave u blizini dobrih skrovišta. Plaha je riba, kao i većina usnača. Hrani se manjim ribama, račićima i crvićima. Naraste do 55 cm i 2 kg težine. Zbog ugroženosti, ribolov na drozda je zabranjen u našem dijelu Jadranskog mora.

## Rasprostranjenost
Drozd obitava u dijelu istočnog Atlantika od Portugala do Maroka, te po cijelom Mediteranu, uključujući Crno more.

## Vanjske poveznice
|  | Zajednički poslužitelj ima još gradiva o temi Drozd |
|  | Wikivrste imaju podatke o taksonu Drozd             |